# Castillo de Pibrac
El castillo de Pibrac (en francés: château de Pibrac) es un château renacentista francés situado en la población de Pibrac, departamento de Haute-Garonne, en la región de Occitania.
Está inscrito en el título de los monumentos históricos desde 1932, y su portal desde 1947.

## Historia
El castillo de Pibrac fue reconstruido en 1540 para reemplazar la anterior construcción defensiva por una residencia de recreo, y parece ser que el arquitecto Dominique Bachelier estuvo a cargo de las obras.
Durante la Revolución Francesa, en 1794, las esculturas fueron martilleadas y las torres descabezadas. Fue restaurado en 1887.

## Arquitectura
El château, de estilo renacentista, fue construido en ladrillo rojo. El portal de Enrique IV, que data del siglo XVI, tiene una bóveda de tres arcos y está flanqueada por dos pabellones cuadrados conectados por un frontón triangular. Está emplazado sobre una pequeña terraza y delimitado en altura por un muro coronado por cuatro pilotes que reposan sobre una cornisa tallada.
El propio edificio está constituido por un cuerpo central antiguo y dos bloques añadidos en 1540. El ala norte está flanqueada por una torre redonda rematada en terraza, que alberga una caja de escalera. La segunda planta del ala sur contiene una galería de día o mirador (en francés mirande).  La torre central está inclinada y las esquinas interiores incluyen torres de vigilancia.
Una de las salas, llamada el gabinete de los Cuartetos  (cabinet des Quatrains), tiene techos decorados con temas mitológicos que datan del siglo XVI. Los techos con vigas a la vista y molduras pintadas se han preservado, y la chimenea de ladrillo de la sala está decorada con un gran cartucho renacentista .
El castillo de Pibrac fue inscrito en los Monumento histórico de Francia después de 1932 y el portal fue clasificado en 1947.
El parque del castillo está abierto al público. Está diseñado en un estilo muy depurado por el paisajista Eugène Bühler en 1897, con dos terrazas, un estanque y gran cantidad de árboles sobre 14 hectáreas. Se trata de un parque a la inglesa, un jardín irregular inscrito en el preinventario de los jardines remarcables. En el interior del parque se encuentra la puerta de Enrique IV, un arco de triunfo en ladrillo rojo.